# Рудковський Сергій Анатолійович
Сергій Анатолійович Рудковський (англ. Sergii Rudkovskyi, нар. 7 березня 1976, Багерове) — український підприємець та експерт із впровадження екологічних трансформацій у різних галузях промисловості. Він є автором і співзасновником декількох проєктів, присвячених заміні матеріалів, які не розкладаються та мають низький потенціал до переробки, на матеріали, які є біорозкладними та легко піддаються переробці.

## Освіта
У 1993—1998 роках Сергій Рудковський навчався у Східноукраїнському національному університеті імені Володимира Даля за спеціальністю «Міжнародна економіка».

## Професійний шлях
Кар'єрний шлях Сергія Рудковського розпочався з позиції менеджера в невеликій приватній компанії ще під час навчання. Згодом він обіймав посади, починаючи із заступника директора на ЗАТ «Троїцький олійно-пресовий завод» і до генерального директора ТОВ «Полі-Пак», що займалося виробництвом полімерної упаковки. У 2007—2011 роках обіймав посаду директора з розвитку в ТОВ «Компанія ефективні інвестиції», де й зародилася ідея розвивати екологічні напрями в Україні та спрямовувати інвестиційний потенціал у проєкти сталого розвитку. На базі цих ідей, ініціював перший етап розвитку інвестицій в стійку економіку, спрямовуючи значні ресурси на модернізацію Житомирського картонного комбінату. Завдяки вдало залученим інвестиціям в період 2010—2020 років комбінат вийшов на чільні позиції в паперовій галузі. В цей час перебуваючи на посаді першого заступника генерального директора ТОВ «Житомирський картонний комбінат», впровадив систему еко-інкубатора і починаючи з 2016 року, вона активно розпочала свою роботу на базі комбінату, створивши екосистему для підтримки «зелених» стартапів. Цей підхід забезпечив доступ до ресурсів, знань і можливостей для розвитку проєктів сталого розвитку, завдяки чому на зародилися такі проєкти, як:
- PAGL конструктор — екологічний дитячий конструктор[1];
- RE-leaf PAPER — виробництво паперу з опалого листя спільно з молодим винахідником Валентином Фречкою[2][3];
- SEM ECOPACK — виготовлення екологічних пакувальних матеріалів з пульперкартону;
- Blue Ocean Solutions — екологічні рішення для HoReCa;
- Pulp-master — виробництво одноразового посуду з біорозкладних матеріалів.

Кожен із цих проєктів вирішує конкретні завдання, спрямовані на досягнення цілей зеленого переходу та сприяє сталому розвитку, відображаючи прагнення до екологічної трансформації у виробництві.
З 2020 року очолює і є співвласником компанії ТОВ «СЕМ ЕКОПАК», яка спеціалізується на виготовленні екологічної упаковки для різних галузей.
З початку повномасштабної війни компанія з виробництва екологічно чистої упаковки «Sem Ecopack» ні на хвилину не зупиняла свої виробництва. За два тижні до вторгнення РФ в Україну в компанії розробили сценарій безпечної роботи, якого все керівництво та співробітники мали дотримуватися беззаперечно. Також у компанії запустили гуманітарні ініціативи. З перших днів масштабного вторгнення партнери із різних країн запропонували гуманітарну допомогу, яку компанія доставляла в Україну.
Компанія унікального екопакування із Дніпропетровщини переїхала до Самбора на Львівщині. Запуск виробництва у невеликому місті оживив його економіку. Нині підприємство — найбільший платник податків у громаді, а також створили 200 робочих місць.

## Інноваційна діяльність
Підприємець є співавтором низки патентів, що охоплюють різноманітні інновації — від дизайнерських рішень для форм упаковки до автоматизованих машин для сегмента HoReCa. Серед його патентів:
- Патент на корисну модель № 125571, виданий 20 квітня 2022 року;
- Патент України на промисловий зразок № 42013, виданий 27 липня 2020 року;
- Патент на винахід № 127928, виданий 27 серпня 2018 року.